# 422 f.Kr.

## Händelser

### Efter plats

#### Grekland
- Den atenske ledaren Kleon gör slut på vapenvilan mellan Aten och Sparta, då han bestämmer sig för att undsätta staden Amfipolis i Makedonien. Spartanerna lyckas dock, genom general Brasidas taktiska förmåga och militära färdighet krossa atenarna i slaget vid Amfipolis. Både Brasidas och Kleon stupar i slaget, varvid de båda nyckelpersonerna i båda sidors krigiska fraktioner försvinner.
- Alkibiades tar över ledarskapet för Atens krigiska parti.

### Efter ämne

## Avlidna
- Brasidas, spartansk general (stupad)
- Kleon, atensk politiker (stupad)